# Coscinocera eurytheus
Coscinocera eurytheus är en fjärilsart som beskrevs av Rothschild 1898. Coscinocera eurytheus ingår i släktet Coscinocera och familjen påfågelsspinnare. Inga underarter finns listade i Catalogue of Life.